# Джанкой-Бешкуртка
Джанко́й-Бешкуртка́ (укр. Джанкой-Бешкуртка, крымскотат. Canköy Beş Qurtqa, Джанкой Беш Къурткъа) — исчезнувшее село в Нижнегорском районе Республики Крым, располагавшееся в центре района, в степном Крыму, на правом берегу реки Биюк-Карасу, примерно в полукилометре к северу от современного села Тамбовка.

## История
В 1804 году в местности Бешкуртка (в окрестностях в разное время существовало насколько поселений с таким корнем в названии) Урускоджинской волости Феодосийского уезда было основано первое в Крыму помещичье имение Джанкой-Бешкуртка. Как самостоятельное селение деревня появляется после реформы волостного деления 1829 года, когда, согласно «Ведомости о казённых волостях Таврической губернии 1829 года», Джанкой Бешкуртке отнесли к Бурюкской волости (переименованной из Урускоджинской). На карте 1836 года в деревне 10 дворов, а на карте 1842 года Джанкой-Бешкуртка обозначен условным знаком «малая деревня», то есть, менее 5 дворов.
В 1860-х годах, после земской реформы Александра II, деревню приписали к Шейих-Монахской волости. Согласно «Списку населённых мест Таврической губернии по сведениям 1864 года», составленному по результатам VIII ревизии 1864 года, Джанкой-Бешкуртка — владельческая русская деревня с 7 дворами и 38 жителями при реке Биюк-Кара-Су, с примечанием, что состоит из 2 участков. На трёхверстовой карте Шуберта 1865 года Джанкой-Бешкуртка обозначена, а на карте, с исправлениями 1876 года, почему-то нет. В «Памятной книге Таврической губернии 1889 года», по результатам Х ревизии 1887 года, записаны 2 деревни Бешхуртка: в одной числилось 27 дворов и 172 жителя, в другой 27 дворов и 148 жителей, но привязать их к конкретным селениям (Джага-Бешкуртка и Джанкой-Бешкуртка) не представляется возможным. По «…Памятной книжке Таврической губернии на 1892 год» в безземельной деревне Джанкой-Бешкуртка, не входившей ни в одно сельское общество, было 57 жителей, у которых домохозяйств не числилось.
После земской реформы 1890-х годов деревню приписали к Андреевской волости. По «…Памятной книжке Таврической губернии на 1900 год» в деревне Джанкой-Бешкуртка, входившей в Айкишское сельское общество, числилось 22 жителя в 3 дворах. По Статистическому справочнику Таврической губернии. Ч.II-я. Статистический очерк, выпуск пятый Феодосийский уезд, 1915 год, на хуторе Бешкуртка Джанкой Андреевской волости Феодосийского уезда числился 1 двор без населения. В дальнейшем в доступных источниках не встречается